# Alexander Wladimirowitsch Samarin
Alexander Wladimirowitsch Samarin (russisch Александр Владимирович Самарин, * 15. Juni 1998 in Moskau) ist ein russischer Eiskunstläufer, der im Einzellauf startet.
Nach einem achten Platz bei seinem Europameisterschaftsdebüt 2017 und einem sechsten Platz bei der EM 2018 schaffte es Samarin bei der EM 2019 in Minsk als Zweiter erstmals aufs Podium bei Europameisterschaften.

## Ergebnisse
| Meisterschaft / Jahr           | 2017  | 2018  | 2019  | 2020  |
| ------------------------------ | ----- | ----- | ----- | ----- |
| Olympische Winterspiele        |       |       |       |       |
| Weltmeisterschaften            |       |       |       |       |
| Europameisterschaften          | 8.    | 6.    | 2.    | 10.   |
| Russische Meisterschaften      | 2.    | 2.    | 3.    | 3.    |
| Grand-Prix-Wettbewerb / Saison | 16/17 | 17/18 | 18/19 | 19/20 |
| Grand-Prix-Finale              |       |       |       | 4.    |
| Skate Canada                   |       | 3.    | 4.    |       |
| Trophée de France              |       | 4.    | 3.    | 2.    |
| Cup of Russia                  |       |       |       | 1.    |